# Comuna Novhorodkivka, Melitopol
Novhorodkivka (în ucraineană Новгородківка) este o comună în raionul Melitopol, regiunea Zaporijjea, Ucraina, formată din satele Maiak, Novhorodkivka (reședința), Novoiakîmivka și Vîsoke.

## Demografie
Componența lingvistică a comunei Novhorodkivka
     Rusă (62,75%)
     Ucraineană (29,49%)
     Alte limbi (0,08%)
Conform recensământului din 2001, majoritatea populației comunei Novhorodkivka era vorbitoare de rusă (62,75%), existând în minoritate și vorbitori de ucraineană (29,49%).